# Норка, Ефим Алексеевич
Ефим Алексеевич Норка (6 января 1931, Моисеевка, Западно-Сибирский край — 13 июня 2016, Омск) — советский государственный и политический деятель.

## Биография
Родился в селе Моисеевка (ныне — Красноярского края) в 1931 году. Член ВКП(б).
С 1954 года — на хозяйственной и политической работе. В 1954—2002 годах — на должностях от мастера цеха до главного сварщика Омского танкового завода им. Октябрьской революции, секретарь парткома этого завода, первый секретарь Ленинского райкома КПСС города Омска, заведующий промышленно-транспортным отделом Омского обкома КПСС, первый секретарь Омского горкома КПСС, второй секретарь Омского обкома КПСС, депутат Омского городского Совета второго созыва.
Избирался депутатом Верховного Совета РСФСР 9-го, 10-го, 11-го созывов.
Умер 13 июня 2016 года. Похоронен на Старо-Северном мемориальном кладбище Омска.

## Награды
- орден Ленина
- орден Октябрьской революции
- два ордена Трудового Красного Знамени.